# Joe Fry
Joe Fry (26 de outubro de 1915 – 29 de julho de 1950) foi um automobilista britânico nascido na Inglaterra que participou do GP da Grã-Bretanha de 1950 de Fórmula 1.